# Francesco D'Agostino (karaté)
Pour les articles homonymes, voir D'Agostino.
Francesco D'Agostino est un karatéka italien surtout connu pour avoir remporté l'épreuve de kumite individuel masculin moins de 60 kilos aux championnats d'Europe de karaté 1984 organisés à Paris, en France.

## Résultats
| Résultat           | Date | Épreuve                   | Catégorie | Compétition                | Ville hôte           |
| ------------------ | ---- | ------------------------- | --------- | -------------------------- | -------------------- |
| Médaille d'or      | 1984 | Kumite individuel - 60 kg | Seniors   | Championnats d'Europe 1984 | Paris, en France     |
| Médaille de bronze | 1986 | Kumite par équipe         | Seniors   | Championnats du monde 1986 | Sydney, en Australie |